# Шевченка (Березівський район)
Шевче́нка — село Стрюківської сільської громади Березівського району Одеської області в Україні. Населення становить 39 осіб.

## Населення
Згідно з переписом УРСР 1989 року чисельність наявного населення села становила 87 осіб, з яких 37 чоловіків та 50 жінок.
За переписом населення України 2001 року в селі мешкало 39 осіб.

### Мова
Розподіл населення за рідною мовою за даними перепису 2001 року:
| Мова       | Відсоток |
| ---------- | -------- |
| українська | 79,49 %  |
| молдовська | 10,26 %  |
| російська  | 10,26 %  |

## Відомі люди
- Венделін Мангольд[de] — російсько-німецький германіст і письменник.